# Bezirk Horodenka

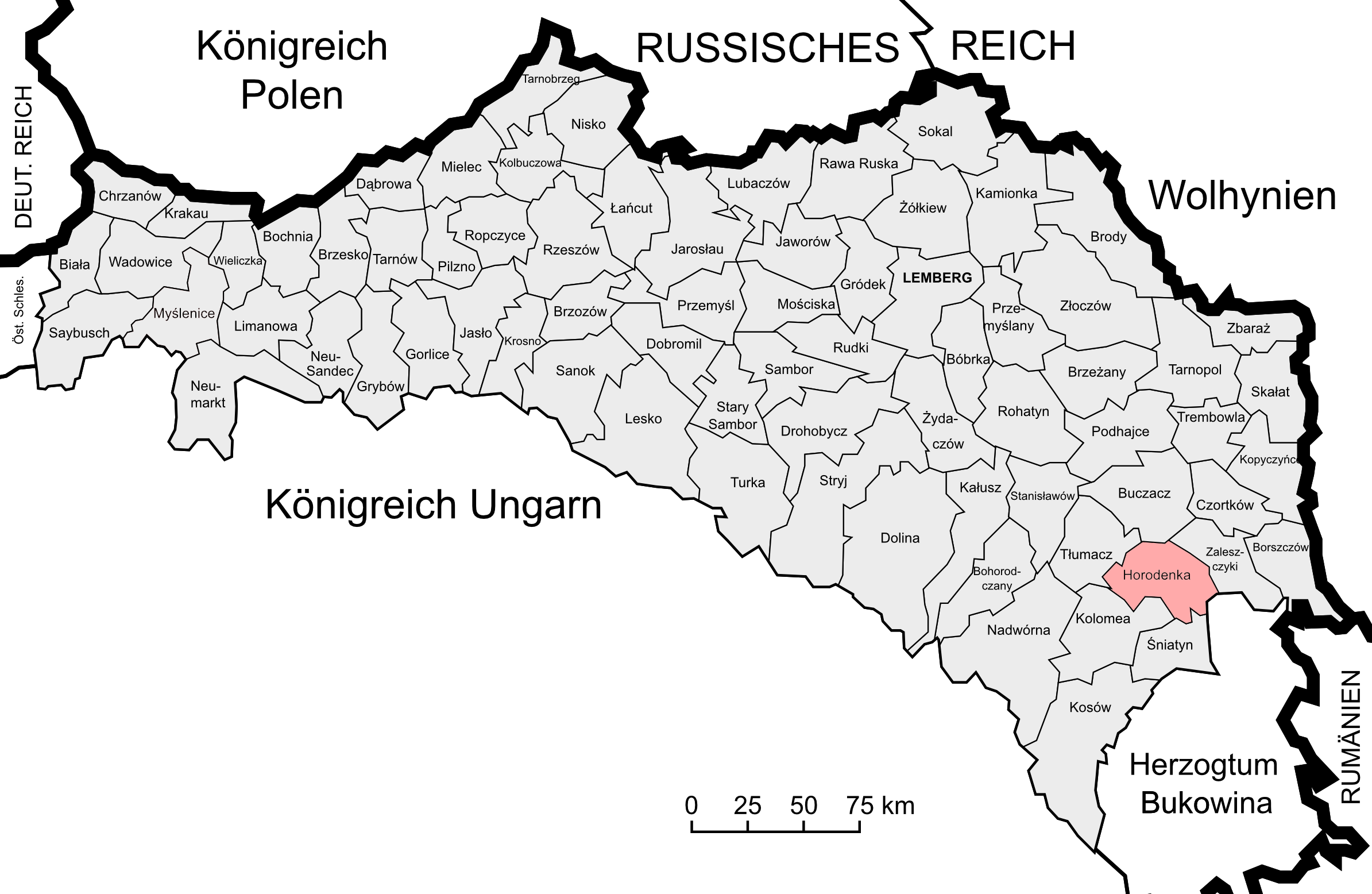
Lage des Bezirks Horodenka im Kronland Galizien und Lodomerien

Der Bezirk Horodenka war ein politischer Bezirk im Kronland Galizien und Lodomerien. Sein Gebiet umfasste Teile Ostgaliziens in der heutigen Westukraine (Oblast Iwano-Frankiwsk, Rajon Horodenka sowie Teile des Rajons Tlumatsch), Sitz der Bezirkshauptmannschaft war der Ort Horodenka. Nach dem Ersten Weltkrieg musste Österreich den gesamten Bezirk an Polen abtreten.
Er grenzte im Norden an den Bezirk Buczacz, im Nordosten an den Bezirk Zaleszczyki, im Osten an das österreichische Kronland Bukowina, im Süden an den Bezirk Śniatyn, im Südwesten an den Bezirk Kolomea sowie im Nordwesten an den Bezirk Tłumacz.

## Geschichte
Ein Vorläufer des späteren Bezirks (Verwaltungs- und Justizbehörde zugleich) wurde zum Ende des Jahres 1850 geschaffen, die Bezirkshauptmannschaft Horodenka war dem Regierungsgebiet Stanislau unterstellt und umfasste folgende Gerichtsbezirke:
- Gerichtsbezirk Horodenka
- Gerichtsbezirk Gwoździec
- Gerichtsbezirk Obertyn
- Gerichtsbezirk Sniatyn

Nach der Kundmachung im Jahre 1854 kam es am 29. September 1855 zur Einrichtung des Bezirksamtes Horodenka (weiterhin für Verwaltung und Gerichtsbarkeit zuständig) innerhalb des Kreises Kolomea.
Nachdem die Kreisämter Ende Oktober 1865 abgeschafft wurden und deren Kompetenzen auf die Bezirksämter übergingen, schuf man nach dem Österreichisch-Ungarischen Ausgleich 1867 auch die Einteilung des Landes in zwei Verwaltungsgebiete ab. Zudem kam es im Zuge der Trennung der politischen von der judikativen Verwaltung zur Schaffung von getrennten Verwaltungs- und Justizbehörden. Während die gerichtliche Einteilung weitgehend unberührt blieb, fasste man Gemeinden mehrerer Gerichtsbezirke zu Verwaltungsbezirken zusammen.
Der neue politische Bezirk Horodenka wurde aus folgenden Bezirken gebildet:
- Bezirk Horodenka (mit 28 Gemeinden)
- Bezirk Obertyn (mit 21 Gemeinden)
- Teilen des Bezirks Gwoździec (Gemeinden Soroki, Targowica, Toporowce)
- Teilen des Bezirks Śniatyn (Gemeinde Podwysokie)

Der Bezirk Horodenka bestand bei der Volkszählung 1910 aus 51 Gemeinden sowie 47 Gutsgebieten und umfasste eine Fläche von 871 km². Hatte die Bevölkerung 1900 noch 88.410 Menschen umfasst, so lebten hier 1910 92.033 Menschen. Auf dem Gebiet lebten dabei mehrheitlich Menschen mit ruthenischer Umgangssprache (73 %) und griechisch-katholischem Glauben, Juden machten rund 11 % der Bevölkerung aus.

## Ortschaften
Auf dem Gebiet des Bezirks bestanden 1910 Bezirksgerichte in Horodenka und Obertyn, diesen waren folgende Orte zugeordnet:
Gerichtsbezirk Horodenka:
- Chmielowa
- Markt Czernelica
- Czerniatyn
- Dąbki
- Daleszowa
- Głuszków
- Markt Horodenka
- Horodnica
- Jasienów Polny
- Kolanki
- Kopaczyńce
- Korniów
- Kunisowce
- Michalcze
- Okno
- Olchowiec
- Olejowa Korniów
- Olejowa Korolówka oder Olejowa Królewska
- Potoczyska
- Probabin
- Raszków
- Repużyńce
- Serafińce
- Siemakowce
- Strzylcze
- Targowica
- Toporowce
- Tyszkowce
- Wierzbowce

Gerichtsbezirk Obertyn:
- Bałahorówka
- Chocimierz
- Dżurków
- Hańczarów
- Harasymów
- Hawrylak
- Isaków
- Jakóbówka
- Łuka bestehend aus den Ortsteilen Łuka und Monastyr
- Niezwiska bestehend aus den Ortsteilen Niezwiska und Woronów
- Markt Obertyn
- Piotrów
- Podwerbce
- Rakowiec
- Semenówka
- Siekierczyn
- Uniż
- Żabokruki
- Żuków
- Żywaczów